# Intrinsisch
Intrinsisch (lateinisch intrinsecus „inwendig“ oder „hineinwärts“) bedeutet ursprünglich „innerlich“ oder „nach innen gewendet“, in einer späteren Umdeutung auch „von innen her kommend“. Es bedeutet, dass etwas wie zum Beispiel eine Motivation durch Eigenantrieb bzw. auch durch die Umstände verursachte Anreize. Intrinsische Eigenschaften gehören zum Gegenstand selbst und machen ihn zu dem, was er ist. Der Gegenbegriff ist extrinsisch.

## Beispiele
- Intrinsische Handlungen (auch autotelisch genannt) dienen keinem äußeren Zweck. Siehe auch intrinsische Motivation.
- Intrinsisches Asthma wird nicht durch Allergene verursacht.
- Intrinsische Wahrnehmung wird im Sinnesorgan selbst verursacht; etwa Glaskörpertrübungen (Floater, Mouches volantes), hervorgerufen durch Eiweißablagerungen im Glaskörper des Auges.
- Intrinsische Kameraparameter beschreiben interne Eigenschaften der Kamera wie Verzeichnung, Vignettierung und chromatische Aberration.
- Intrinsische Beschreibungen geometrischer Objekte sind in der Differentialgeometrie solche, die ohne Rückgriff auf einen einbettenden Raum definiert werden können.